# 461-ша ракетна бригада (Україна)
461-ша ракетна бригада (461 РБр, в/ч 74266) — військове формування ракетних військ Збройних сил України, що існувало у 1992—2002 роках. 

## Історія
Сформована у вересні 1988 року в місті Славута Хмельницької області на базі вже існуючих окремих ракетних дивізіонів ОТРК виведених зі складу мотострілецьких і танкових дивізій Прикарпатського військового округу.
Бригаду передислокували до Тернопільської області на місце розформованої 38-ї ракетної бригади. 

## Озброєння
- 9К79 «Точка» (SS-21)

## Структура
| Назва                           | Номер частини | Місце дислокації до об'єднання в бригаду | Підпорядкування до входження в бригаду |
| ------------------------------- | ------------- | ---------------------------------------- | -------------------------------------- |
| 361-й окремий ракетний дивізіон | в/ч ?         | Яворів                                   | 24 МСД                                 |
| 687-й окремий ракетний дивізіон | в/ч ?         | Славута                                  | 97 гв. МСД                             |
| окремий ракетний дивізіон       | в/ч ?         | Ізяслав                                  | 161 МСД                                |